# آکادمی نظامی حمص
آکادمی نظامی حمص (انگلیسی: Homs Military Academy) یک مؤسسه آموزشی و تربیتی نظامی متعلق به نیروهای مسلح سوریه است که در شهر حمص، سوریه واقع شده است. آکادمی نظامی حمص در سال ۱۹۳۳ تأسیس شد.
تاریخچه
آکادمی نظامی حمص در سال ۱۹۳۳ توسط فرانسه در طول قیمومت فرانسه بر سوریه و لبنان تأسیس شد. در طول دوره مدیریت فرانسه، این آکادمی آموزش افسران را برای گروه ویژه شام (واحدهای سوری و لبنانی که به صورت محلی استخدام شده و بخشی از ارتش شام را تشکیل می‌دادند) فراهم می‌کرد.
این آکادمی که پس از پایان قیمومت در سال ۱۹۴۳ و در طول تغییرات سیاسی مختلف همچنان وجود دارد، قدیمی‌ترین و بزرگ‌ترین مؤسسه خدمات نظامی در سوریه است. در ابتدا، این آکادمی عمدتاً یک آکادمی برای افسران پیاده‌نظام بود، در حالی که فارغ‌التحصیلانی که سایر خدمات را انتخاب می‌کردند، به آموزش‌های تخصصی اضافی در سایر مدارس تخصصی تحت نظارت ارتش می‌رفتند. فارغ‌التحصیلان اغلب برای یک آکادمی نظامی در اتحاد جماهیر شوروی انتخاب می‌شدند.
آکادمی حمص داوطلبانی را که مدارک تحصیلی سطح بالایی نداشتند، می‌پذیرفت و همچنین مسیر شغلی نسبتاً سریعی را برای فارغ‌التحصیلان ارائه می‌داد. علاوه بر تعداد زیادی از اتباع سوری و لبنانی، این کشور همچنین آموزش افسری را به شهروندان فرانسوی که به دلیل طبقه اجتماعی یا تحصیلات از حضور در آکادمی‌های مشابه در فرانسه محروم بودند، ارائه می‌داد.